# Пашкино (озеро)
Пашкино — пресноводное озеро в Туруханском районе Красноярского края, расположено к востоку от Енисея, в бассейне реки Северная. На севере впадает и вытекает на юге река Пашкина, приток Северной, принадлежит бассейну Енисея.

## Общие сведения
Площадь 21,6 км². Площадь водосборного бассейна — 253 км². Высота над уровнем моря — 163 м. Протяжённость озера 8,9 км, наибольшая ширина − 4,2 км.

## Описание
Озеро имеет форум овала, вытянутого с юга на север. Берега изрезаны умеренно. Два небольших острова в северной части озера. Питание снеговое и дождевое. Населённые пункты на озере отсутствуют. Берега заболочены, на северо-восточном берегу возвышается гора Наковальная высотой 605 м.

## Данные водного реестра
По данным государственного водного реестра России и геоинформационной системы водохозяйственного районирования территории РФ, подготовленной Федеральным агентством водных ресурсов:
- Бассейновый округ — Енисейский
- Речной бассейн — Енисей
- Речной подбассейн — Енисей ниже впадения Нижней Тунгуски
- Водохозяйственный участок — Нижняя Тунгуска от в/п п.Учами до устья
- Код водного объекта — 17010700411116100002762